# Megaselia rettenmeyeri
Megaselia rettenmeyeri är en tvåvingeart som beskrevs av Ronald Henry Lambert Disney 2007. Megaselia rettenmeyeri ingår i släktet Megaselia och familjen puckelflugor.
Artens utbredningsområde är Kansas. Inga underarter finns listade i Catalogue of Life.